# Царичанка
Царича́нка (укр. Царичанка) — посёлок, Царичанский поселковый совет, Днепровский район, Днепропетровская область, Украина.
Является административным центром Царичанского района и административным центром Царичанского поселкового совета, в который, кроме того, входят сёла Драговка, Дубовое, Калиновка, Лысковка, Пилиповка, Селяновка, Тарасовка и Турово.

## Географическое положение
Посёлок находится на правом берегу реки Орель, выше по течению на расстоянии в 0,5 км расположены сёла Турово и Дубовое, ниже по течению на расстоянии в 0,5 км расположено село Китайгород, на противоположном берегу — сёла Ивано-Яризовка, Драговка и Могилёв.
На территории посёлка находилось большое озеро, которое принадлежало крупному рыбхозу. С его закрытием озеро обмелело и уменьшилось в размерах.

## История
Первое письменное упоминание о поселении датируется 1604 годом, когда поселенцы были обязаны нести постоянную военную службу, защищая Полтавскую губернию от набегов османов, перекопских и крымских татар. Тогда в поселении насчитывалось 44 двора, в которых проживало 143 жителя.
При учреждении в 1736 году Украинской линии для защиты от османов, перекопских и крымских татар укрепление-шанец входило в состав этой оборонительной системы на юге России.
В 1764 году в Полтавской губернии был сформирован Донецкий пикинёрный полк и шанец (ротное поселение) Царичанская вошло в его состав.
На начало XX века в местечке, входившем в Кобелякский уезд (бывшее военное поселение), Полтавской губернии, проживало до 5000 жителей, и на принадлежащих к нему хуторах около 2000. В местечке было 4 церкви, училища, богадельня, воскобойные заводы, проходило 4 ярмарки, и действовал постоянный базар. Главное занятие жителей было земледелие. С 1903 года селение открыто для водворения евреев.
В сентябре 1941 года в районе Царичанки находился стык обороны 28-й кавалерийской дивизии и 273-й стрелковой дивизии Южного фронта РККА.
В августе 1957 года село получило статус посёлок городского типа. В 1970-е годы здесь действовали консервный завод, маслодельный завод и инкубаторно-птицеводческая станция.
В январе 1989 года численность населения составляла 8584 человека.
В мае 1995 года Кабинет министров Украины утвердил решение о приватизации находившихся здесь райсельхозтехники и райсельхозхимии, в июле 1995 года было утверждено решение о приватизации строительной организации.
На 1 января 2013 года численность населения города составляла 7654 человек.

## Экономика
- ЗАО «Царичанский завод минеральной воды».
- Царичанский консервный завод.
- ООО «Царичанка».
- ООО Агрофирма «Колос».

## Объекты социальной сферы
- Две школы.
- Три детских сада.
- Дом школьника.
- Больница.
- Дом культуры.
- Школа искусств.
- ДЮСШ.
- Мальва
- Люкс
- Похоронне кафе - Корсар

## Транспорт
Ближайшая железнодорожная станция Кобеляки находится в 50 км.
Через посёлок проходят автомобильные дороги Т-0413 и Т-0441.

## Галерея

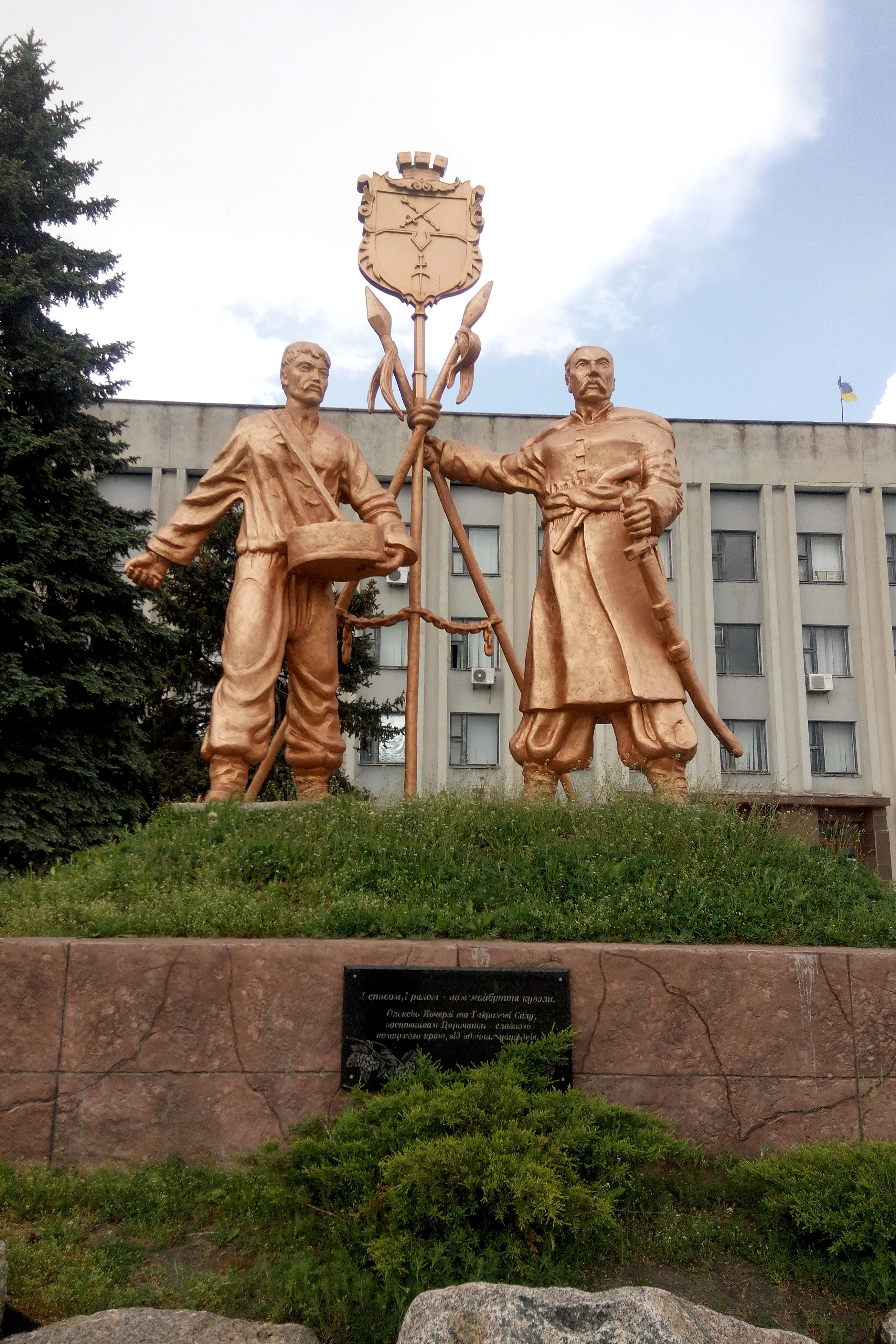
Памятник Алексею Кочерге и Гавриле Сало - основателям Царичанки
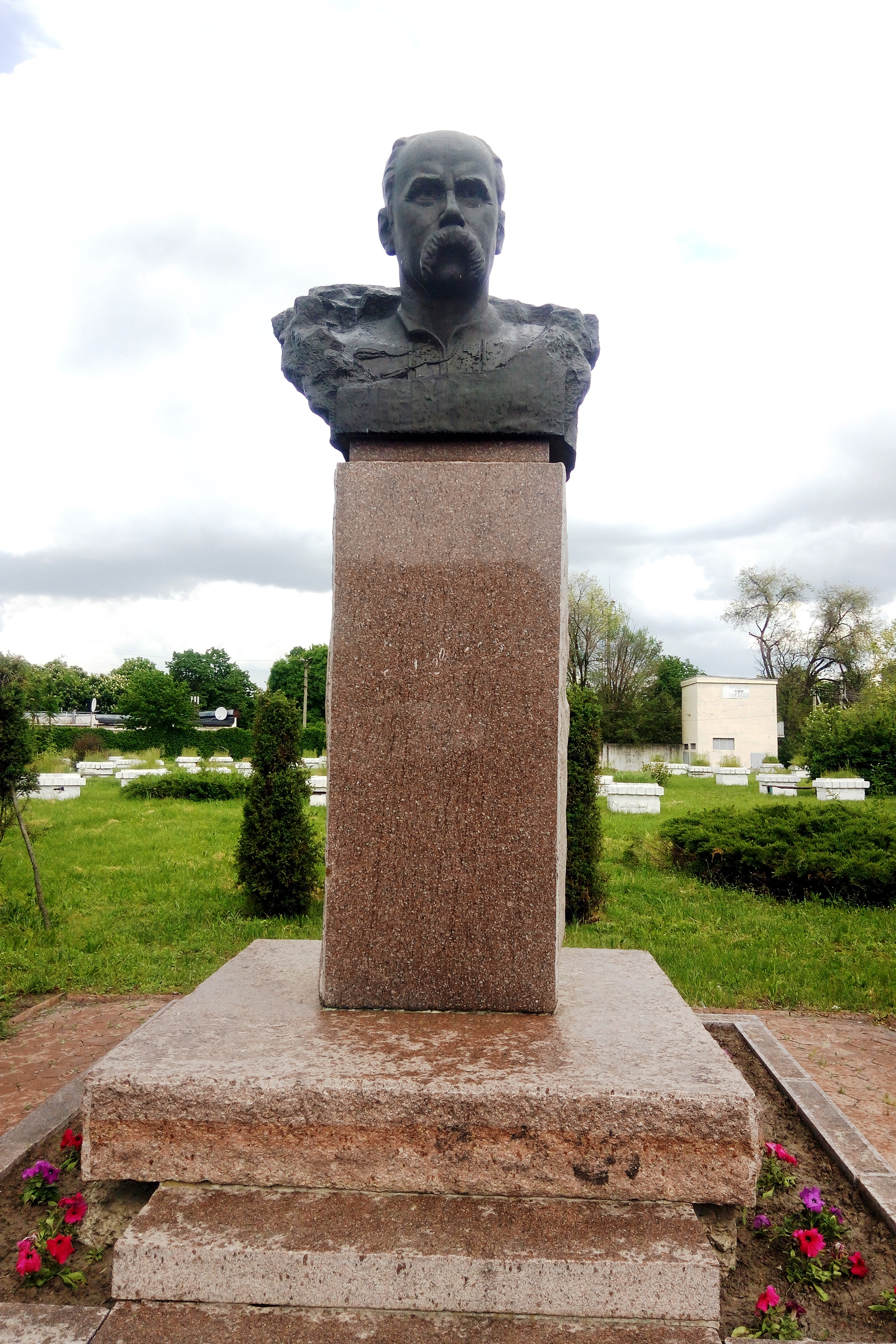
Бюст Т. Г. Шевченко
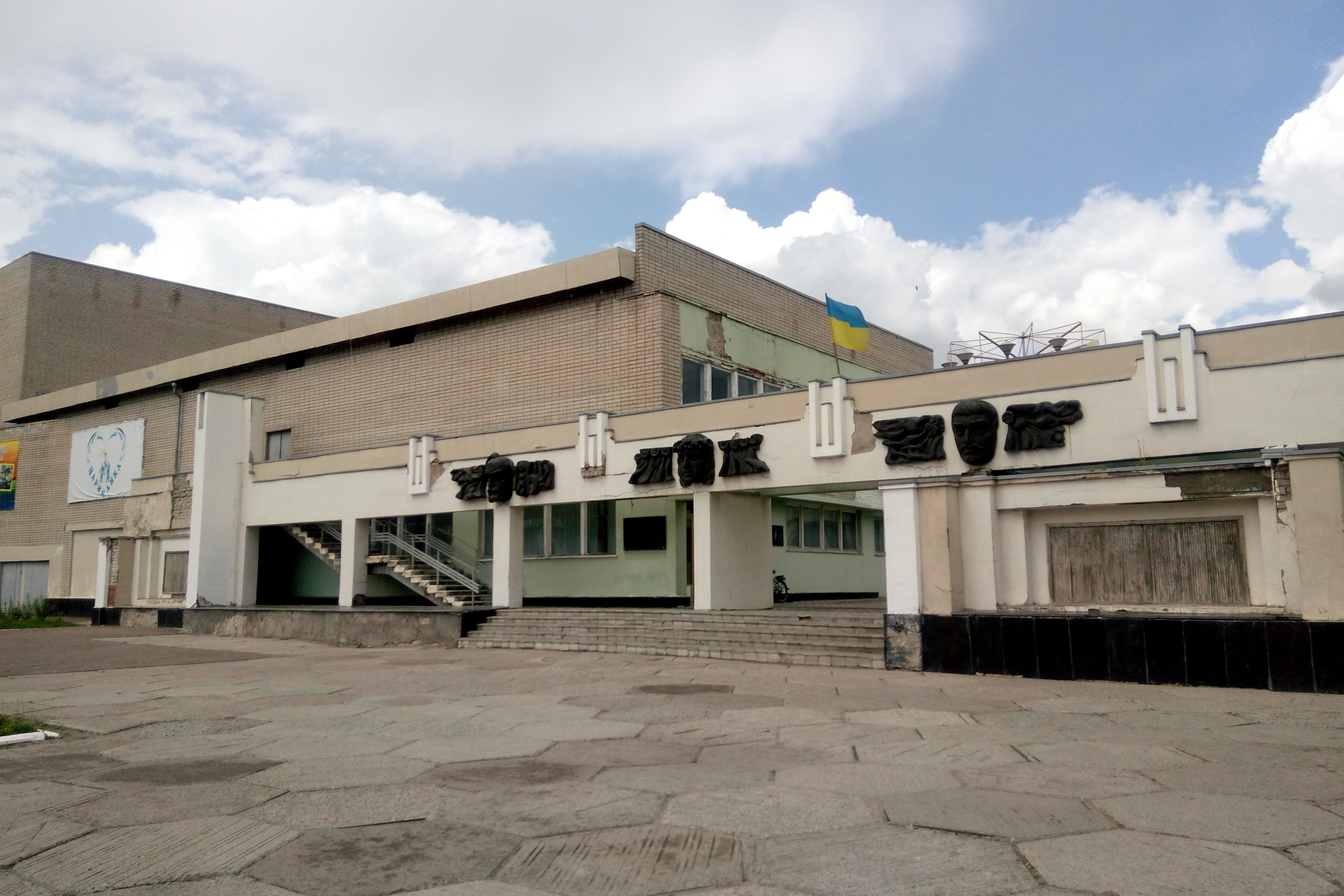
Дворец культуры и искусств
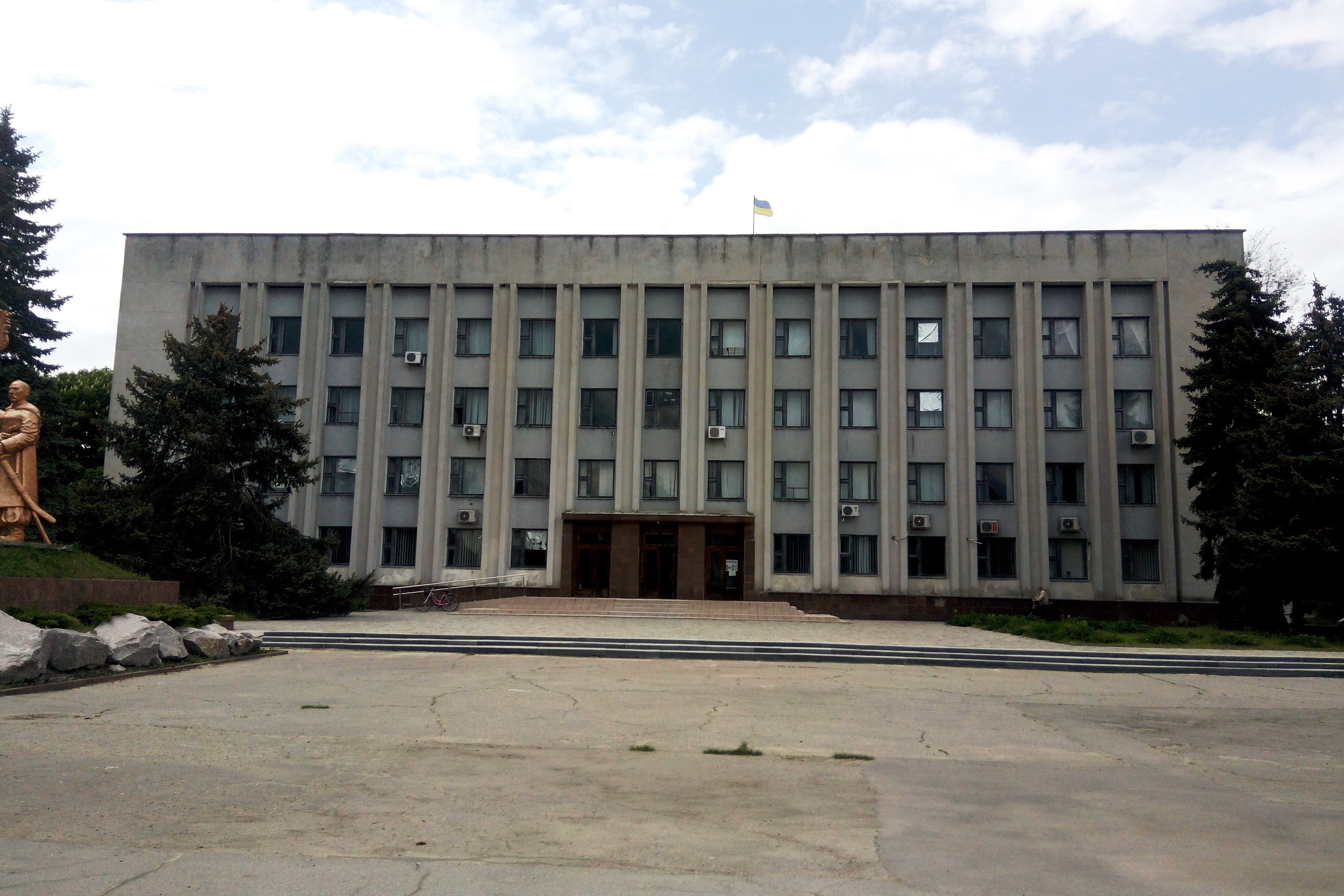
Здание поселкового совета
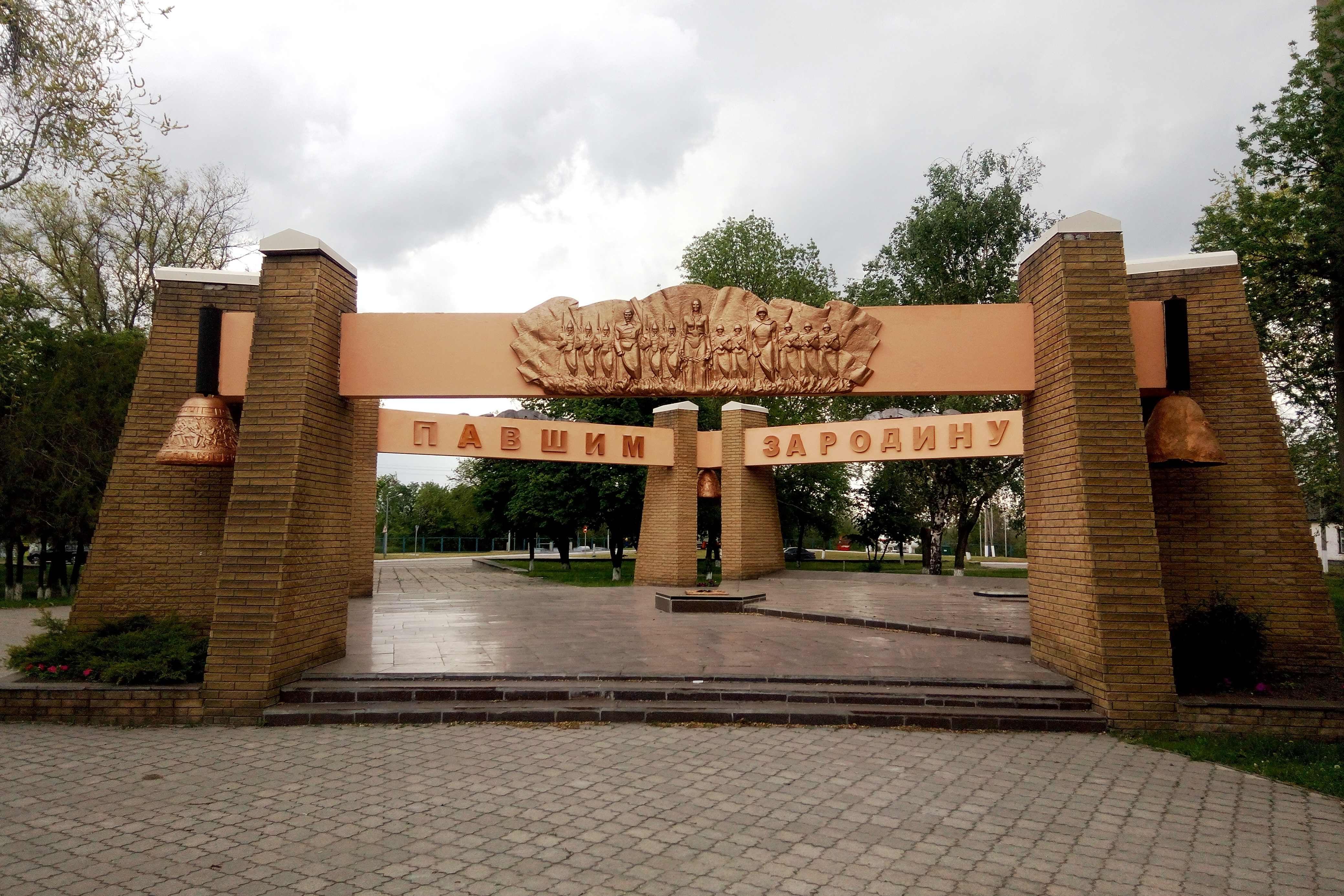
Мемориал землякам, погибшим в годы Второй мировой войны
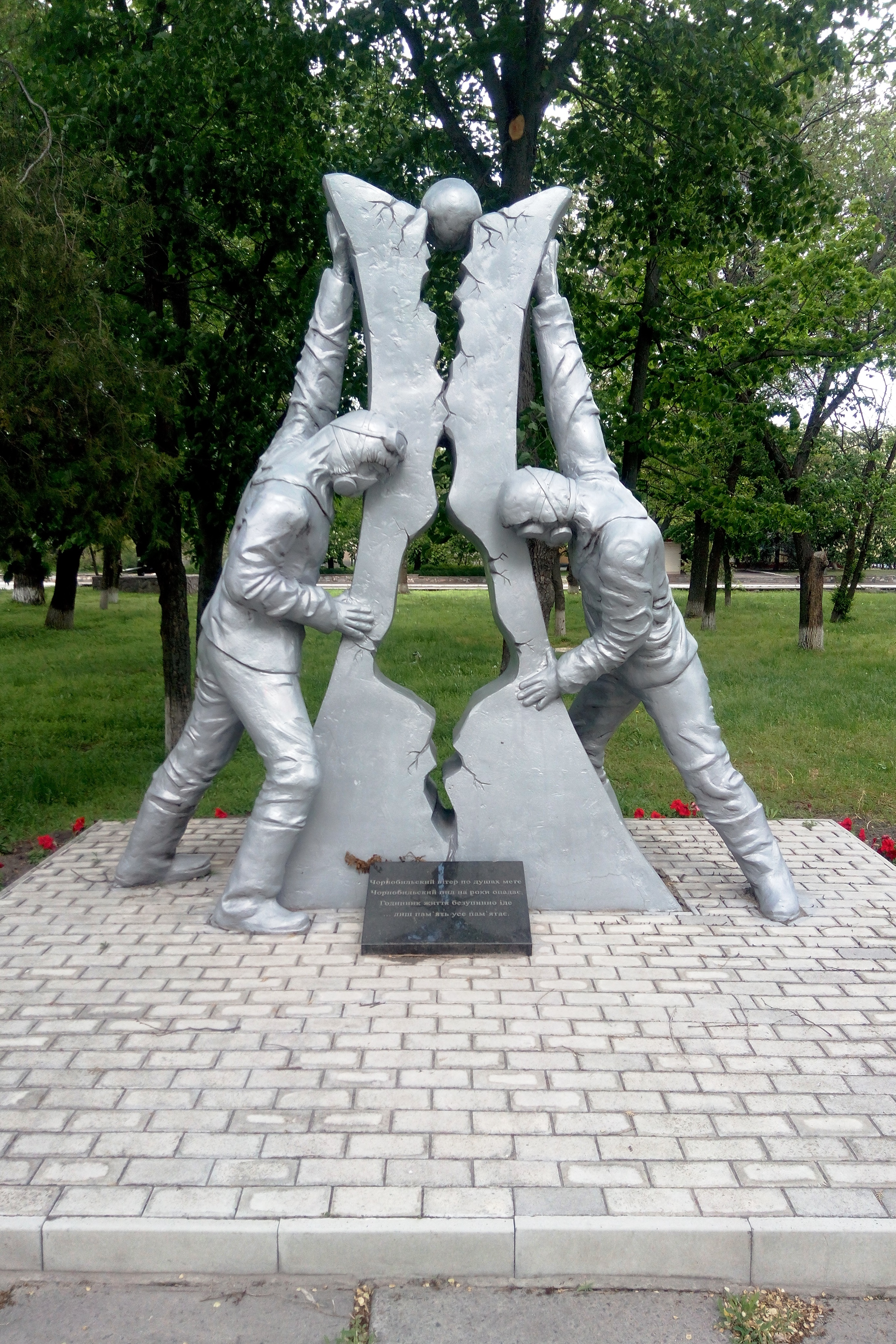
Памятник чернобыльцам
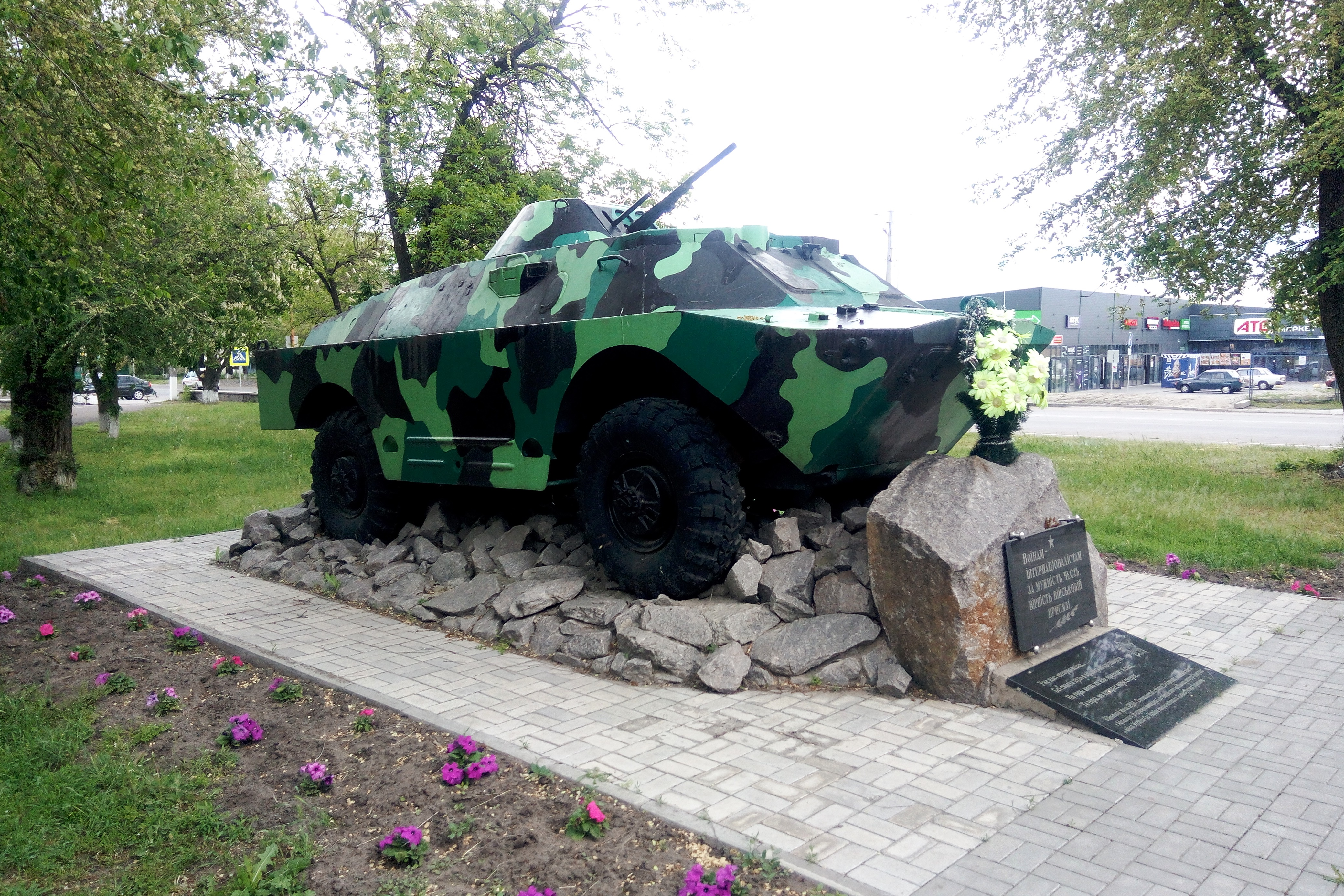
Памятник воинам-афганцам
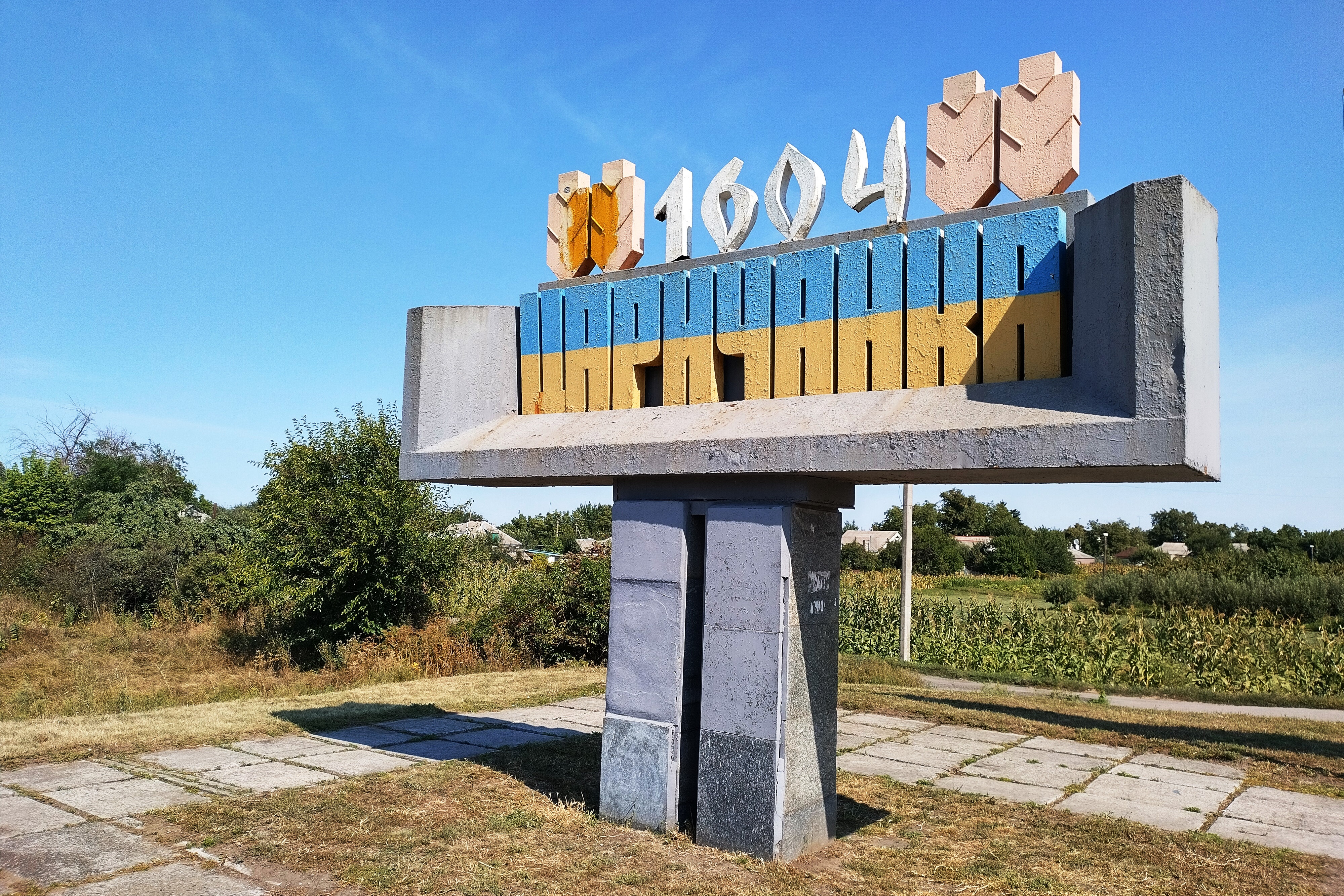
Стела на юго-западном въезде в посёлок

## Известные уроженцы
- Васильковский, Александр Алексеевич (род. 1940) — украинский и советский писатель.
- Воблый, Константин Григорьевич (27 мая 1876 — 12 сентября 1947) — украинский и советский экономист, статистик, экономико-географ.
- Каниболоцкий, Павел Михайлович  (1 марта 1906 — 13 августа 1950 ) — доктор геологических наук, профессор, ректор Черновицкого университета в 1944-1949 годах.
- Хмара, Леонид Иванович (21 февраля 1915 — 7 декабря 1978) — советский актёр, диктор документального и научно-популярного кино.
- Дука, Екатерина Дмитриевна (27 августа 1944) — доктор медицинских наук, профессор, заведующая кафедры педиатрии (1991-2003) Днепровского государственного медицинского университета